# Football Generation
Football Generation (inglés, literalmente «Generación de fútbol») es un videojuego de fútbol para sistemas operativos Windows y posteriormente para la consola PlayStation 2. El videojuego fue desarrollado por la empresa italiana Trecision y publicado por Cryo Interactive y FX Interactive el 20 de abril de 2004, mientras que la versión de PlayStation 2 fue desarrollada por Wizarbox y fue publicada el 17 de noviembre de 2006. Es la primera y única entrega de Football Generation, aunque este título podría haber sido el segundo en la serie, puesto que el videojuego Zidane Football Generation estaba planeado para su lanzamiento en 2002 pero fue cancelado a comienzos de 2003. FX Interactive lo adjuntó a su colección Los Mejores Videojuegos Del Mundo, en donde se encuentran incluidos videojuegos como The House of the Dead 2 y Starcraft. A diferencia de la anterior edición, esta se titula Football Generation e incluye un editor programado con visual C+ para poder personalizar los equipos con los nombres que el jugador quisiera. El producto fue duramente criticado por sus constantes y absurdos errores. Como motivo de la Eurocopa 2004 fue lanzada una promoción a través de los cereales Kellogg's en donde podía encontrarse un disco de Football Generation en sus productos.

## Datos generales
En Football Generation existen tres modos de juego: Amistoso, donde se eligen dos equipos y el partido se lleva a cabo según las configuraciones del jugador; Campeonato, donde se posible participar en tres competencias distintas (Mundial, Liga Europea y Copa de Clubes) y también crear una liga o copa con las preferencias del jugador; el último modo de juego es Desafío, donde el jugador debe superar todos los retos que se van otorgando. En el videojuego hay un total de 77 equipos (44 selecciones nacionales y 33 clubes), pero no cuenta con ningún tipo de licencia, por lo que los nombres de los jugadores están basados en los nombres verdaderos y los clubes no cuentan con su nombre ni escudo reales. El videojuego ofrece también tres niveles de dificultad (Fácil, Normal y Difícil), aunque esta se reduce notablemente debido a los numerosos fallos que se encuentran. De hecho, el nivel de dificultad más alto es el Normal, porque los jugadores rivales marcan mejor que en modo Difícil, donde se limitan a lanzarse en plancha y es más fácil esquivarlos. Por último, Football Generation cuenta también con estadios detallados y variados climas: soleado, lluvioso y nevado.

## Críticas
Football Generation fue duramente criticado por sus errores graves y constantes, facilitando de manera notable la experiencia del juego. Estos fallos se basan en la capacidad de anotar goles desde cualquier sector del campo de juego: es posible anotar goles de chilena y de cabeza desde la mitad del campo. A veces puede apreciarse un jugador con medio cuerpo hundido en el terreno de juego y otras veces un personaje controlado por el jugador es capaz de abandonar el estadio y seguir corriendo por un espacio totalmente gris. Muchos jugadores pudieron apreciar que varias veces al patear la pelota con la barra de fuerza al máximo, ésta irá a una velocidad exageradamente elevada, que puede finalizar en gol si el balón se dirige al arco.

## Equipos
-Ámsterdam           -Burdeos                 -Inter          -Liverpool             -Milan                -Paris
-Atenas                   -Chelsea                 -Lazio        -Londres            - Moscu                -Parma
-Barcelona               -Dortmund              -La Coruna   -Madrid             -Munich             -Praga          -Varsovia
-Bremen                  -Estambul                -Lens       -Manchester         -New Castle       -Roma            -Valencia
-Budapest                -Glasgow                  -Leverkusen   - Marsella          -Oporto         -Rosenburg    -Turin